# Parafia św. Rocha w Rzeszowie
Parafia św. Rocha w Rzeszowie – parafia znajdująca się w diecezji rzeszowskiej w dekanacie Rzeszów Wschód. Erygowana w 1372. Mieści się przy ulicy Paderewskiego. Kościół parafialny, murowany, zbudowany w 1916.